# Лајнус Полинг
Лајнус Полинг (енгл. Linus Carl Pauling; Портланд, 28. фебруар 1901 — Биг Сур, 19. август 1994) био је амерички хемичар и биохемичар.
Дао је значајан допринос и у кристалографији, молекуларној биологији и медицини. Многи га сматрају водећим хемичарем 20. века. Први је истраживао коришћење квантне механике у хемији, а 1954. је добио Нобелову награду за хемију за рад о природи хемијских веза.
Такође, дуго је у употреби била коришћена Полингова скала електронегативности.
Године 1962. добио је и Нобелову награду за мир за залагање за забрану нуклеарних проба, тако да је једина особа која је самостално добила две Нобелове награде.

## Научна достигнућа
Његово главно научно остварење је теорија о хемијским везама коју је развио касних ’20-их и раних ’30-их и изнео их у својој књизи „Природа хемијске везе и структура молекула и кристала”. Ова књига је први пут објављена у 1939, друго издање се појавило 1940. Следила су нова издања, а књига је преведена на десетак језика. До краја ’40-их година његов рад је признат у научним круговима и постао је основа за многа истраживања из опште хемије, неорганске и органске хемије.
Године 1954. Паулинг добија Нобелову награду за хемију „за проучавање хемијских веза и њихову примену у објашњавању комплексних структура молекула”. У свом говору на пријему Нобелове награде, он је говорио да ће проучавања будућих хемичара бити „засновано на новим хемијским структурама, укључујући и добро дефинисан геометријски однос између атома у молекулима и ригорозној примени нових структурних принципа” и „Захваљујући овој методологија ће бити постигнут значајан напредак у решавању проблема биологије и медицине хемијским методама”.
Паулинг је био председник Америчког хемијског друштва (1948) и Пацифик огранка Америчког удружења за унапређење науке (1942—1945), и потпредседник Америчког филозофског друштва (1951—1954).

### Полингова правила
Полинг је у својим делима поставио 6 правила која се односе на хемијску везу. У кратким цртама обухватају следеће:
1. Хемијска веза се формира интераговањем неспарених електрона од 2 везана атома.
2. Електрони морају имати супротне спинове.
3. Једном спарени, електрони не могу учествовати у другим везама.
4. Услови за измену електрона у вези укључују само једну таласну функцију за сваки атом.
5. Доступни електрони са најнижом енергијом граде најјачу везу.
6. Од две орбитале у атому, она која се највише може преклопити са орбиталом другог атома даће најјачу везу и тежиће да лежи у правцу концентрисане орбитале.

## Друге активности
У јуну 1961, Полинг и његова супруга сазивају конференцију у Ослу (Норвешка) против ширења нуклеарног оружја. Полинг је такође израдио предлог Споразума о забрани оваквих тестова. У јулу 1963, САД, СССР и Велика Британија потписали су споразум о забрани нуклеарних проба, на основу овог пројекта.
Године 1963, Полинг је добио Нобелову награду за мир. У свом излагању на додели Нобелове награде, он је изразио наду да ће споразум о забрани нуклеарних проба започети „серију споразума и промена који ће довести до стварања новог света где ће могућност рата заувек бити искључена”.
Исте године се повукао из Калифорнијског института за технологију и постао професор-истраживач у Центру за проучавање демократских институција у Санта Барбари (држава Калифорнија). Овде је био у стању да посвети више времена за питања међународног разоружања. 1967. је постављен за професора хемије Универзитета Калифорније у Сан Дијегу, у нади да ће проводити више времена у истраживању у области молекуларне медицине. Две године касније постао је професор хемије на Станфорд Универзитету у Пало Алту (Калифорнија).

## Теорија о посебној улози витамина Ц
У касним ’60-им Паулинг је постао заинтересован за биолошке ефекте витамина Ц. У књизи „Витамин Ц и прехлада” (1971) он је сажето практично и теоријски показивао терапеутска својства витамина Ц. У раним ’70-им формулисао је Теорију ортомолекуларне медицине, у којој је истакао значај витамина, и амино киселина за живот човека и животиња.
У својим радовима потврдио је да је су људске потребе за витамином Ц од 0,1 до 0,2 г. на дан. Код недовољног уноса овог витамина може доћи до низа компликација пре свега на срцу, па и канцерогених обољења. Уношењем великих доза витамина Ц (5, 10 и чак 15 г.) доведи до повратне реакције — активирање природних механизама за уништење болесних ћелија. Ово се може користити у лечењу неких врста кардиоваскуларних болести и канцера. Заштитни ефекат витамина Ц у неким случајевима канцера је јако зависан од облика рака, и може бити одсутна. Теорија Паулинг о улози високих доза витамина Ц у лечењу рака је у новије време маргинализована.
Ипак, неке идеје ортомолекуларне медицине задржавају своју важност и данас, налазећи израз у концепту „додатака исхрани”.

## Публикације

### Књиге
- ——; Wilson, E. B. (1985) [Originally published in 1935]. Introduction to Quantum Mechanics with Applications to Chemistry. Reprinted by Dover Publications. ISBN 978-0-486-64871-2.
- —— (1939). The Nature of the Chemical Bond and the Structure of Molecules and Crystals. Cornell University Press.
- —— (1947). General Chemistry: An Introduction to Descriptive Chemistry and Modern Chemical Theory. W. H. Freeman.
- ——; Hayward, Roger (1964). The Architecture of Molecules. Proceedings of the National Academy of Sciences of the United States of America. 51. San Francisco: Freeman. стр. 977—84. ISBN 978-0716701583. PMC 300194 . PMID 16591181. doi:10.1073/pnas.51.5.977.
  - Manuscript notes and typescripts (clear images)
- —— (1958). No more war!. Dodd, Mead & Co. ISBN 978-1124119663.
- —— (1977). Vitamin C, the Common Cold and the Flu. W.H. Freeman. ISBN 978-0-7167-0360-0.
- —— (1987). How to Live Longer and Feel Better. Avon. ISBN 978-0-380-70289-3.
- Cameron, E.; —— (1993). Cancer and Vitamin C: A Discussion of the Nature, Causes, Prevention, and Treatment of Cancer With Special Reference to the Value of Vitamin C. Camino. ISBN 978-0-940159-21-1.
- —— (1998). Linus Pauling On Peace: A Scientist Speaks Out on Humanism and World Survival. Rising Star Press. ISBN 978-0-933670-03-7.
- Hoffer, Abram; —— (2004). Healing Cancer: Complementary Vitamin & Drug Treatments. Toronto: CCNM Press. ISBN 978-1897025116.
- Ikeda, Daisaku; —— (2008). A Lifelong Quest for Peace: A Dialogue. Richard L. Gage (ed., trans.). London: I. B. Tauris. ISBN 978-1-84511-889-1.

### Чланци из часописа
- —— (1927). „The Theoretical Prediction of the Physical Properties of Many-Electron Atoms and Ions. Mole Refraction, Diamagnetic Susceptibility, and Extension in Space”. Proceedings of the Royal Society A: Mathematical, Physical and Engineering Sciences. 114 (767): 181—211. Bibcode:1927RSPSA.114..181P. doi:10.1098/rspa.1927.0035 .
- —— (1929). „The Principles Determining the Structure of Complex Ionic Crystals”. Journal of the American Chemical Society. 51 (4): 1010—1026. doi:10.1021/ja01379a006.
- —— (1931). „The Nature of the Chemical Bond. I. Application of Results Obtained from the Quantum Mechanics and from a Theory of Paramagnetic Susceptibility to the Structure of Molecules”. Journal of the American Chemical Society. 53 (4): 1367—1400. doi:10.1021/ja01355a027.
- —— (1931). „The Nature of the Chemical Bond. II. The One-Electron Bond and the Three-Electron Bond”. Journal of the American Chemical Society. 53 (9): 3225—3237. doi:10.1021/ja01360a004.
- —— (1932). „The Nature of the Chemical Bond. III. The Transition from One Extreme Bond Type to Another”. Journal of the American Chemical Society. 54 (3): 988—1003. doi:10.1021/ja01342a022.
- —— (1932). „The Nature of the Chemical Bond. IV. The Energy of Single Bonds and the Relative Electronegativity of Atoms”. Journal of the American Chemical Society. 54 (9): 3570—3582. doi:10.1021/ja01348a011.
- ——; Wheland, G. W. (1933). „The Nature of the Chemical Bond. V. The Quantum-Mechanical Calculation of the Resonance Energy of Benzene and Naphthalene and the Hydrocarbon Free Radicals” (PDF). The Journal of Chemical Physics. 1 (6): 362. Bibcode:1933JChPh...1..362P. doi:10.1063/1.1749304.
- —— (1935). „The Structure and Entropy of Ice and of Other Crystals with Some Randomness of Atomic Arrangement”. Journal of the American Chemical Society. 57 (12): 2680—2684. doi:10.1021/ja01315a102.
- —— (1940). „A Theory of the Structure and Process of Formation of Antibodies*”. Journal of the American Chemical Society. 62 (10): 2643—2657. doi:10.1021/ja01867a018.
- —— (1947). „Atomic Radii and Interatomic Distances in Metals”. Journal of the American Chemical Society. 69 (3): 542—553. doi:10.1021/ja01195a024.
- ——; Itano, H. A.; Singer, S. J.; Wells, I. C. (1949). „Sickle Cell Anemia, a Molecular Disease”. Science. 110 (2865): 543—548. Bibcode:1949Sci...110..543P. PMID 15395398. doi:10.1126/science.110.2865.543.
- ——; Corey, R. B.; Branson, H. R. (1951). „The structure of proteins: Two hydrogen-bonded helical configurations of the polypeptide chain”. Proceedings of the National Academy of Sciences. 37 (4): 205—11. Bibcode:1951PNAS...37..205P. PMC 1063337 . PMID 14816373. doi:10.1073/pnas.37.4.205.